# Homme dans un café
Homme dans un café est un tableau peint par Juan Gris en 1912. Cette huile sur toile cubiste représente un homme dans un café. Elle est conservée au Philadelphia Museum of Art, aux États-Unis.

## Expositions
- Apollinaire, le regard du poète, musée de l'Orangerie, Paris, 2016 — n°95.